# Karszów (przystanek kolejowy)
Karszów – nieczynny przystanek kolejowy w miejscowości Karszów, w województwie dolnośląskim, w powiecie strzelińskim, w gminie Strzelin, w Polsce.
| Karszów                                                     |  |                                  |
| Linia nr 304 Brzeg – Łagiewniki Dzierżoniowskie (37,718 km) |  |                                  |
| Mikoszówodległość: 2,718 km                                 |  | Kondratowice odległość: 5,532 km |